# Zosterops lugubris
El anteojitos de Santo Tomé (Zosterops lugubris) es una especie de ave paseriforme de la familia Zosteropidae, endémica de la isla de Santo Tomé, en Santo Tomé y Príncipe. Anteriormente se clasificaba en el género Speirops.